# Rosny Smarth
Rosny Smarth (Cavaillon, 19 de octubre de 1940-15 de enero de 2025) fue un político haitiano.

## Biografía
Después de estudiar economía en la Universidad de Haití y tras escapar de la dictadura de François Duvalier, Rosny Smarth se graduó en agronomía en la Universidad Católica de Chile.
Establecido en Chile, entró en 1967 a desempeñarse laboralmente en el Instituto de Desarrollo Agropecuario, trabajando en estrecha colaboración con Jacques Chonchol.
En 1973, fue miembro del comité que trabajó en la reforma agraria del presidente chileno Salvador Allende. Durante el gobierno de la Unidad Popular, se hizo miembro del Movimiento de Acción Popular Unitaria (MAPU).
En 1975 fue profesor de agronomía en la Universidad Autónoma Chapingo en México. A partir de 1977 fue funcionario de Naciones Unidas en este país. Regresó a Haití tras la caída del dictador Jean-Claude Duvalier.
De 1991 a 1994, fue asesor del Ministro de Agricultura de Haití.
Rosny Smarth fue miembro del partido político Organización del Pueblo en Lucha (OPL). Fue nombrado Primer Ministro de Haití por el presidente René Préval y se desempeñó como tal desde el 27 de febrero de 1996 hasta el 9 de junio de 1997. Renunció debido al estancamiento político en el que se encontraba Haití.
Retirado por varios años de la vida política, retornó al sector público en 2017 para asumir durante un breve periodo como embajador de Haití en Chile.